# Pavle Velimirović
Pavle Velimirović (czarn. Пaвлe Beлимиpoвић, ur. 11 kwietnia 1990 w Titogradzie) – czarnogórski piłkarz występujący na pozycji bramkarza.

## Kariera
Velimirović jest wychowankiem FK Crvena Stijena. W wieku 14 lat przeniósł się do juniorskiej szkółki Partizana Belgrad. W 2008 roku został piłkarzem węgierskiego Kecskeméti TE. Zainteresowanie Czarnogórcem wykazywały wówczas takie kluby, jak 1. FC Köln czy MSV Duisburg, jednakże Kecskeméti odrzucało ich oferty. Był rezerwowym w tym zespole i przed rundą wiosenną sezonu 2009/2010 wrócił do swojej ojczyzny, zostając zawodnikiem OFK Petrovac. W trakcie przerwy letniej, w 2010 roku przebywał na testach w ukraińskiej Zorii Ługańsk i Podbeskidziu Bielsko-Biała, ale nie doszedł do porozumienia z żadnym z tych klubów – Zoria oferowała zbyt niskie warunki finansowe, a Podbeskidzie zwlekało z podpisaniem kontraktu. Ostatecznie Velimirović został piłkarzem ŁKS-u Łódź, którego barwy reprezentował przez jeden sezon. Rozegrał 20 spotkań w Ekstraklasie, a po zakończeniu rozgrywek odszedł do bułgarskiego Etyra Wielkie Tyrnowo.
Velimirović był reprezentantem Czarnogóry U-19 i U-21.

## Statystyki klubowe
| Sezon         | Klub                 | Liga                | Mecze | Gole |
| ------------- | -------------------- | ------------------- | ----- | ---- |
| 2008/2009     | Kecskeméti TE        | Nemzeti Bajnokság I | 3     | 0    |
| 2009/2010 (j) | Kecskeméti TE        | Nemzeti Bajnokság I | 0     | 0    |
| 2009/2010 (w) | OFK Petrovac         | Prva liga           | 8     | 0    |
| 2010/2011     | OFK Petrovac         | Prva liga           | 31    | 0    |
| 2011/2012     | ŁKS Łódź             | Ekstraklasa         | 20    | 0    |
| 2012/2013 (j) | Etyr Wielkie Tyrnowo | A PFG               | 5     | 0    |